# Chatham (Virgínia)
Chatham és una població dels Estats Units a l'estat de Virgínia. Segons el cens del 2000 tenia 1.338 habitants.

## Demografia
Segons el cens del 2000, Chatham tenia 1.338 habitants, 554 habitatges, i 350 famílies. La densitat de població era de 253,2 habitants per km².
Dels 554 habitatges en un 21,7% hi vivien nens de menys de 18 anys, en un 49,8% hi vivien parelles casades, en un 10,6% dones solteres, i en un 36,8% no eren unitats familiars. En el 35,6% dels habitatges hi vivien persones soles el 17,1% de les quals corresponia a persones de 65 anys o més que vivien soles. El nombre mitjà de persones vivint en cada habitatge era de 2,22 i el nombre mitjà de persones que vivien en cada família era de 2,87.
Per edats la població es repartia de la següent manera: un 19,6% tenia menys de 18 anys, un 6,2% entre 18 i 24, un 26,8% entre 25 i 44, un 26,7% de 45 a 60 i un 20,8% 65 anys o més.
L'edat mediana era de 43 anys. Per cada 100 dones de 18 o més anys hi havia 100,7 homes.
La renda mediana per habitatge era de 38.938 $ i la renda mediana per família de 50.391 $. Els homes tenien una renda mediana de 29.375 $ mentre que les dones 23.472 $. La renda per capita de la població era de 20.785 $. Entorn del 6,3% de les famílies i el 12,3% de la població estaven per davall del llindar de pobresa.

## Poblacions més properes
El següent diagrama mostra les poblacions més properes.